# Монарх мануський
Монарх мануський (Symposiachrus infelix) — вид горобцеподібних птахів родини монархових (Monarchidae). Ендемік Папуа Нової Гвінеї.

## Підвиди
Виділяють два підвиди:
- S. i. infelix (Sclater, PL, 1877) — острів Манус[en];
- S. i. coultasi (Mayr, 1955) — острови Рамбутьйо[en] і Тонг[en].

## Поширення і екологія
Мануські монархи мешкають на островах Адміралтейства. Вони живуть у вологих тропічних і мангрових лісах та в чагарникових заростях.

## Збереження
МСОП вважає стан збереження цього виду близьким до загрозливого. Мануським монархам загрожує знищення природного середовища.